# Sự thật hay thử thách?
Sự thật hay thử thách? (Tiếng Anh: Truth or dare?), là một trò chơi phổ biến trong các bữa tiệc (trò chơi tiệc tùng), cho phép những người chơi lựa chọn một trong hai việc tiết lộ một sự thật về bản thân họ hoặc thực hiện một thử thách táo bạo do những người chơi khác đề xuất. Trò chơi này đã trở thành thú vui chính trong các buổi tụ họp xã hội trong nhiều thập kỷ, tăng thêm sự thú vị và cảm giác phiêu lưu cho các bữa tiệc và sự kiện.

## Lịch sử

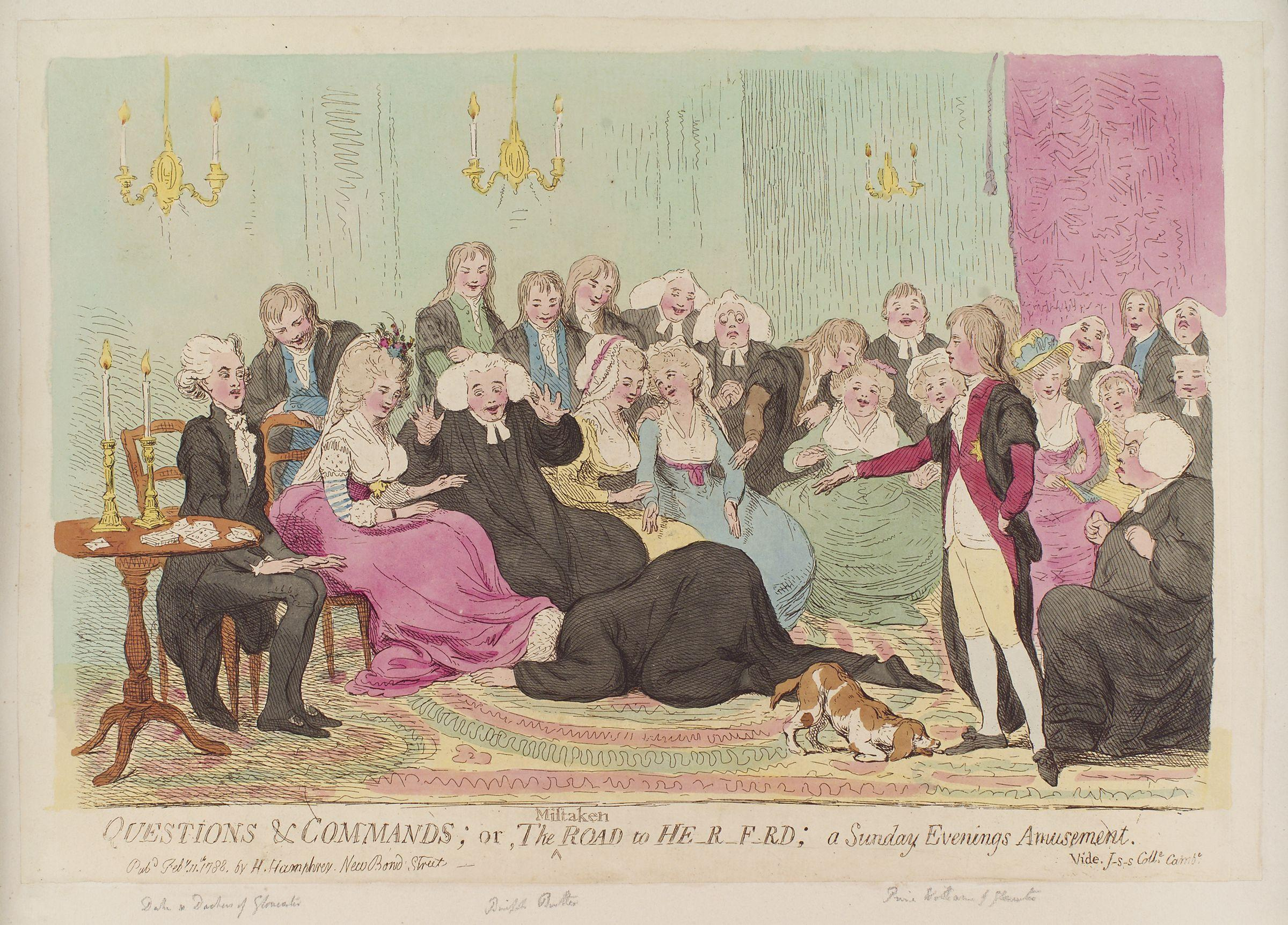
Trò chơi "Sự thật hay mệnh lệnh" được mô tả bởi James Gillray vào năm 1788

Trò chơi đã tồn tại qua hàng trăm năm, với ít nhất một biến thể có tên "sự thật hay mệnh lệnh", được chứng thực là xuất hiện sớm nhất vào năm 1712:
Một trò chơi Giáng sinh, trong đó người chỉ huy ra lệnh cho thần dân của mình trả lời một câu hỏi mà họ được hỏi. Nếu thần dân từ chối hoặc đưa ra câu trả lời không thỏa mãn người chỉ huy, họ sẽ phải trả tiền phạt [làm theo mệnh lệnh] hoặc bị bôi bẩn mật [làm bẩn].

Sự thật hay thử thách có lẽ bắt nguồn từ các trò chơi chỉ huy của đất nước Hy Lạp cổ đại.